# Satrapia de Núbia
La satrapia de Núbia (Kūšiyā) fou una entitat administrativa de la Pèrsia aquemènida. Era una satrapia dependent de la gran satrapia d'Egipte.
Núbia fou conquerida sota Cambises II de Pèrsia després del 525 aC, però fou perduda en data desconeguda, al segle iv aC. Quan Cambises va iniciar la conquesta des de Tebes, la seu del govern de l'Alt Egipte, Núbia era un regne amb seu a Mèroe i probablement també amb certes cerimònies oficials a Napata, l'antiga capital. Els perses segurament no va anar més enllà de la segona cascada del Nil, molt lluny de Napata (propera a la quarta) i de Mèroe (entre la cinquena i la sesena). La zona entre la primera i segons cascades sense havia estat una territori tampó entre egipcis i nubians i implicava més un canvi de frontera que una conquesta del regne; si en algun moment van arribar a Napata no es pot establir però ben segur que mai van arribar a Mèroe.